# Apophylia signatipennis
Apophylia signatipennis là một loài bọ cánh cứng trong họ Chrysomelidae. Loài này được Pic mô tả khoa học năm 1945.